# Danmarks runeindskrifter 155
DR 155 är en vikingatida ( efter-Jelling) runsten av granit i Vang kyrka, Vang socken och Thisteds kommun. Stenen hittades först nedanför Sjørrings kyrkogård år 1741.

## Inskriften
Translitterering av runraden:
§A : osa : sati : stin : þonsi : iftiʀ : ¶ oumuta : uir (:) sin : is : uaʀ : 
§B himþiki : finulfs
Normalisering till rundanska:
§A Asa satti sten þænsi æftiʀ Ømunda, wær sin, æs waʀ 
§B hemþægi Finulfs.
Översättning till nusvenska:
Åsa satte sten denne efter Ømunda, sin man, der var Finulvs hirdman.